# Chrapy (zoologia)

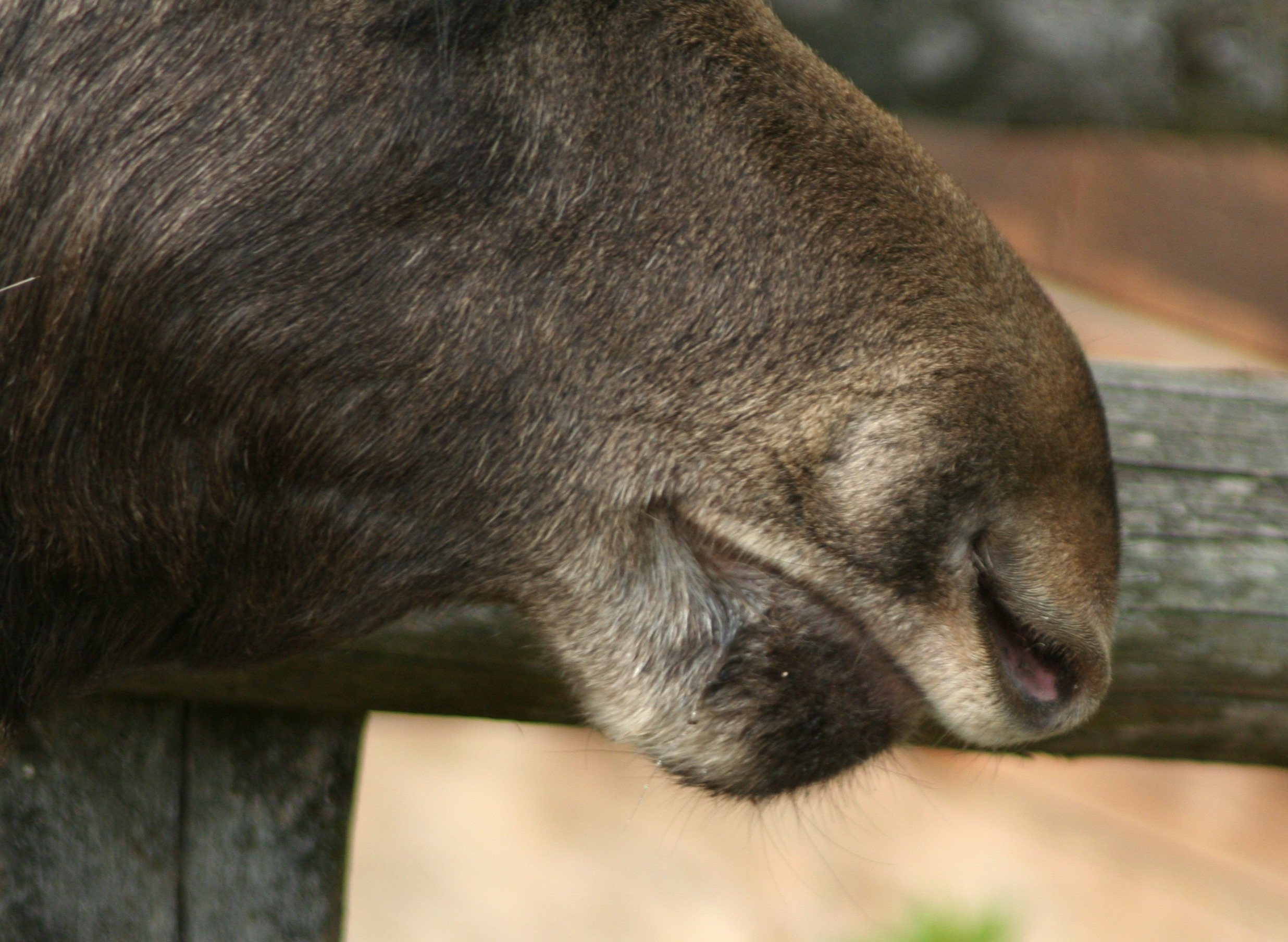
Chrapy łosia

Chrapy (l.poj.: chrapa) – część górnej wargi u niektórych ssaków (np. konia, łosia), okalająca nozdrza. Chrapy są podbudowane zrębem chrzęstno-mięśniowym.